# District de Nita
Le district de Nita (仁多郡, Nita-gun) est un district de la préfecture de Shimane au Japon.
Selon l'estimation du 1er décembre 2011, sa population était de 14 201 habitants pour une superficie de 368,06 km2, donnant ainsi une densité de population de 38,6 hab./km2.

## Municipalité du district
- Okuizumo